# 린든 핀들링

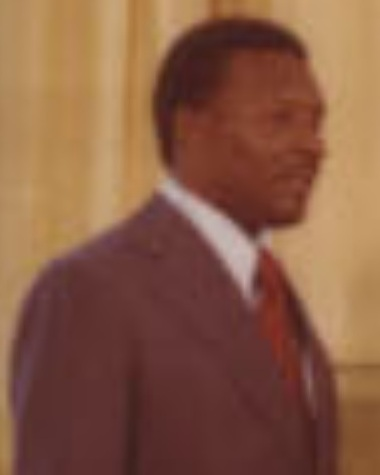

린든 오스카 핀들링 경(Sir Lynden Oscar Pindling, 1930년 3월 22일 ~ 2000년 8월 26일)은 바하마의 정치인이었다. 바하마의 독립 과정을 주도하여 바하마의 초대 총리를 지낸 인물로, 바하마의 국부로 여겨지기도 한다.
1956년부터 1997년 정계은퇴할 때까지 진보자유당(PLP)의 당수로 있었고, 1967년 바하마 식민지의 첫 흑인 수상(Premier)가 되었고 1969년 바하마가 독립한 이후 초대 총리로 취임했다. 이후 계속해서 바하마 정치를 주도하다가 1992년 총선에서 휴버트 잉그레이엄(Hubert Ingraham)이 이끄는 야당 자유국민운동(FNM)에 처음 패배하여 총리직에서 물러났다.